# Bucculatrix exedra
Bucculatrix exedra är en fjärilsart som beskrevs av Edward Meyrick 1915. Bucculatrix exedra ingår i släktet Bucculatrix och familjen kronmalar. Inga underarter finns listade i Catalogue of Life.